# Лоїс і Кларк: Нові пригоди Супермена
«Нові пригоди Супермена» (англ. Lois & Clark: The New Adventures of Superman) — фантастичний телесеріал про пригоди Супермена. Виходив на екрани з 1993 по 1997 рік.

## Сюжет
Протягом першого сезону Кларк отримує роботу в Daily Planet і зустрічає Лоїс Лейн. Вони колеги по роботі. Лекс Лютор зі своїм помічником Найджелом досліджують Супермена і намагаються перемогти його. Кларк дізнається про свою Криптонську спадщину та про криптоніт. Лоїс захоплена Кларком Кентом і Лексом Лютером, і приймає пропозицію Лекса одружитися. Під час весілля всі дізнаються про те, що Лекс злочинець, і до кінця сезону той гине. Але повертається у другому сезоні на одну серію і на кілька серій в третьому сезоні.

## У ролях
- Дін Кейн — Кларк Кент / Супермен 1993—1997
- Тері Гетчер — Лоїс Лейн 1993—1997
- Лейн Сміт — Перрі Вайт[en] 1993—1997
- Майкл Лендіс — Джиммі Олсен[en] 1993—1994 (тільки перший сезон)
- Джастін Волін — Джиммі Олсен 1994—1997
- Кей Келлан — Марта Кент 1993—1997
- Едді Джонс — Джонатан Кент 1993—1997
- Джон Ші[en] — Лекс Лютор 1993—1997
- Джим Бівер — Генрі Барнс
- Доріан Ґреґорі — Командир Свот 1993—1997
- Трейсі Скоггінс — Кет Грант[en] 1993—1994
- Алекс Девід Лінц — Джесс Степанович

## Запрошені зірки
- Трейсі Скоггінс

## Нагороди та номінації
- 5 номінацій на «Еммі»